# (31605) Braschi
(31605) Braschi (1999 GM4) – planetoida z grupy pasa głównego asteroid okrążająca Słońce w ciągu 4,41 lat w średniej odległości 2,69 j.a. Odkryta 10 kwietnia 1999 roku.